# Conjunto Pampa
El Conjunto Pampa es un complejo habitacional construido por la Comisión Municipal de la Vivienda (CMV) de la ciudad de Buenos Aires, en Argentina. Se inauguró en 1970, posee 176 unidades de vivienda y se encuentra en la zona de Bajo Belgrano. Fue construido para desplazar a las vecinos afectados por la construcción del túnel de la Avenida del Libertador.

## Historia
En la zona conocida popularmente como Bajo Belgrano se encontraba desde los años '40 una villa de emergencia que comenzó a ser erradicada a fines de los años '60. Para ello se diseñaron una serie de conjuntos habitacionales a cargo de la CMV. Uno de ellos fue el Conjunto Pampa, entre las calles Húsares, Cazadores, Sucre y Pampa.
Otros destinatarios de los departamentos del Conjunto Pampa serían los vecinos de Belgrano cuyas propiedades serían demolidas con el ensanche de la Avenida del Libertador entre las calles Pampa y Monroe y la construcción del túnel de Libertador.
El proyecto original diseñado por el equipo de la CMV comprendía 11 edificios bajos (planta baja y 3 pisos) distribuidos en 3 tiras, y 4 torres (planta baja y 8 pisos). La primera etapa, comprendiendo las tiras que sumaban 176 viviendas de 2, 3 y 4 ambientes, se comenzó a construir en abril de 1969 y se terminó en enero de 1970, pero las torres se iniciaron años más tarde, y finalmente se construyeron solo 2 de las 4 planificadas, sumando 72 departamentos.